# Charles Victoire Emmanuel Leclerc
Charles Victoire Emmanuel Leclerc (Pontoise, Val-d'Oise, França, 17 de març del 1772 - Saint-Domingue, 2 de novembre del 1802) va ser un general francès i cunyat de Napoleó Bonaparte.

## Biografia
Leclerc inicià la seva carrera militar com a voluntari durant la Revolució Francesa i durant dos anys aconseguí exercir el càrrec de Cap d'Estat Major divisional durant el setge de Toló. Amb l'èxit de la revolució, Leclerc continuà fent campanya militar al llarg del Rin. Va començar a servir sota Napoleó Bonaparte a la Campanya d'Itàlia i lluità a Castiglione della Pescaia i Rivoli.
El 1797, ja ascendit a General de Brigada, Leclerc es casà amb la germana petita de Napoleó, Pauline Bonaparte, amb qui tingué un fill, que no va sobreviure a la infantesa.
Després de servir durant la segona expedició fracassada de l'exèrcit francès a Irlanda dirigida per Jean Joseph Amable Humbert el 1798, Leclerc va ser nomenat General de divisió per premiar el seu suport a Napoleón Bonaparte a l'hora d'aconseguir el poder. Va participar en el cop d'estat del 18 de brumari (novembre del 1799) que fa fer de Napoleó Primer Cònsol de França. Van seguir més campanyes militars al Rin i a Portugal.

## Expedició a Saint Domingue

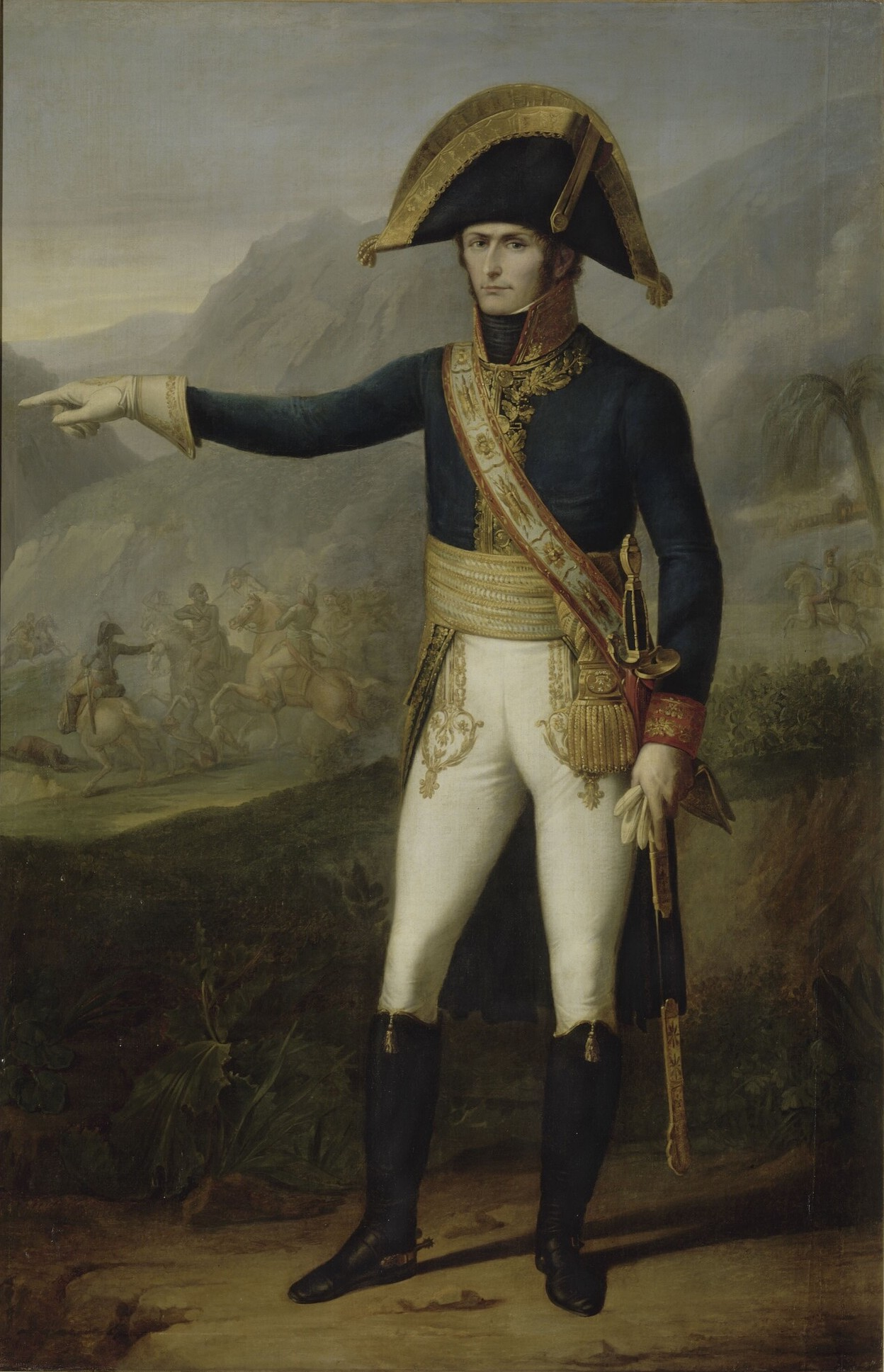
Charles Victor Emmanuel Leclerc

El 1802, el seu cunyat Napoleó I assignà el seu comandament a l'expedició que ordenà per a reinstaurar el control francès sobre la colònia de Saint-Domingue (actualment Haití). L'antic esclau agrícola i ara general Toussaint Louverture havia aprovat una constitució que el designava a ell mateix president perpetu, mantenint el lligam amb França. Napoleó tenia por d'acabar perdent el control de la colònia.
Amb una gran concentració de vaixells de guerra i un total de 40.000 homes, els francesos obtingueren diverses victòries després d'una gran lluita. Veient el caire dels esdeveniments, un cert nombre dels oficials de Louverture, a qui Leclerc prometé que mantindria les seves graduacions a l'Exèrcit francès, abandonaren el vell general. Louverture es veié forçat a negociar una rendició honorable i a prometre retirar-se per atendre les seves plantacions.
Tanmateix, les instruccions secretes de Napoleó per a Leclerc eren d'arrestar Toussaint Louverture. Leclerc detingué Louverture i el deportà a França, on va morir empresonat a Fort-de-Joux a les muntanyes de Jura el 1803.
L'esclavatge havia estat abolit a Saint-Domingue el 1793. Leclerc havia manifestat repetidament la promesa de Bonaparte de què "tota la gent de Saint-Domingue són francesos" i lliures per sempre. Però van arribar notícies sobre la restauració de l'esclavatge per part de la força expedicionària francesa a Guadalupe, allò que Louverture ja havia anunciat als seus seguidors. La perspectiva de la restauració de l'esclavatge va tombar la situació inexorablement contra els francesos. Els insurgents criolls reprengueren les accions contra les tropes franceses, les quals es veieren afectades també per un brot epidèmic de febre groga. Els reports de la situació que feia Leclerc sobre la seva campanya contra la insurgència afirmava, per exemple: "Com que el terror és l'únic recurs que em queda, l'utilitzo", o "Hem d'eliminar tots els negres de les muntanyes, homes i dones majors de dotze anys. Hem d'eliminar la meitat dels negres de la plana...".
Leclerc va morir de la febre groga el mes de novembre del 1802. Fou succeït pel general Rochambeau, la brutal repressió racial del qual feu sumar-se a la rebel·lió nombrosos oficials negres i mulats dels seus exèrcits, com ara Jean Jacques Dessalines, Alexandre Pétion i Henri Christophe.
Finalment, el 18 de novembre del 1803, Dessalines va derrotar les forces de Rochambeau en la batalla de Vertières, va prendre Cap Haïtien i va proclamar la independència d'Haití i el seu nou nom l'1 de gener del 1804.